# Dominique Koch
Dominique Koch (Lucerna, 1983) es una artista suiza que trabaja en distintos campos audiovisuales que incluyen, entre otros, la instalación, el vídeo y la performance.

## Biografía
Dominique Koch nació en Suiza y realizó sus estudios de arte, especializándose en fotografía en la Hochschule für Grafik und Buchkunst Leipzig, Alemania. Vive y trabaja en Basilea (Suiza) y París (Francia).
En su obra, diseñada principalmente como instalaciones inmersivas compuestas de diferentes partes y capas, se interesa sobre todo por el potencial del arte para abrir espacios imaginativos mediante la formulación de perspectivas nuevas sobre nuestro mundo. Así, entrelaza diferentes campos de investigación para formar redes de conocimiento complejas. Llevada por la necesidad de revisar críticamente las formas de pensar establecidas a partir de los nuevos conocimientos, sus últimos trabajos se interrogan sobre la relación entre el ser humano y la naturaleza y la idea de un cosmos holístico, teniendo en cuenta las crisis ecológicas y sociales actuales.
De sus muestras individuales destacan «Holobiont Society» CAN Centre d’Art, Neuchâtel (2017) o «Maybe We Should Rejuvenate the Words rather than the Bodies» en Rinomina, París (2016); entre las últimas muestras colectivas en las que ha participado se encuentran: «Ciencia fricción. Vida entre especies compañeras» Centro de Cultura Contemporánea, Barcelona (2021), «Protozone: Contamination / Resilience», Galería Shedhalle Zürich (2020); «We Hybrids!», Instituto Suizo de Roma (2020); «Hypertopia», STATE Studio Berlin (2020); Segunda Bienal de Lagos (2019); «Mycelium as Lingua Franca», A Tale of a Tub, Rotterdam (2019),  «Trees of Life», Frankfurter Kunstverein (2019), «Futurs Incertains» Musée d'Art de Pully (2019), «An Eye Unruled», Swissnex San Francisco (2019) o «Biotopia» Kunsthalle Mainz (2017).